# Pomnik bitwy pod Maciejowicami w Maciejowicach
Pomnik bitwy pod Maciejowicami – pomnik upamiętniający bitwę pod Maciejowicami zlokalizowany w zachodniej części rynku w Maciejowicach, na skwerze pomiędzy maciejowickim ratuszem a dawnym szpitalem fundacji Zamoyskich.
Obiekt, zaprojektowany przez Mieczysława Weltera, odsłonięto w 1976. Obelisk w centralnej części nosi inskrypcję: "Tadeuszowi Kościuszce, naczelnikowi narodu polskiego i jego żołnierzom. W rocznicę bitwy pod Maciejowicami społeczeństwo Maciejowic". W prawej, górnej części umieszczono motyw kos i karabinów.